# Yvonne Loriod
Yvonne Loriod zamężna Messiaen (ur. 20 stycznia 1924 w Houilles, zm. 17 maja 2010 w Saint-Denis) – francuska pianistka, pedagog i kompozytorka; żona Oliviera Messiaena i prawykonawczyni jego utworów.

## Życiorys
Naukę gry na fortepianie zaczęła w wieku 6 lat u Nelly Eminger-Sivade. W wieku czternastu lat jej repertuar obejmował wszystkie koncerty fortepianowe Mozarta, wszystkie sonaty Beethovena, 48 preludiów i fug Bacha, a także standardowe utwory klasyczne i romantyczne.
Na początku lat 40. wstąpiła do Konserwatorium Paryskiego. Studiowała harmonię, fugę, orkiestrację i kompozycję pod kierunkiem Lazare’a Lévy’ego, Marcela Ciampi, Oliviera Messiaena i Dariusa Milhauda, zdobywając siedem premier prix.
W 1943 wspólnie z  Messiaenem zagrała jego suitę Visions de l’amen na dwa fortepiany podczas prapremiery tego utworu. Odtąd jako pierwsza wykonywała i nagrywała wszystkie jego utwory fortepianowe i partie fortepianowe utworów orkiestrowych.
W latach 1967–1989 wykładała w Konserwatorium Paryskim oraz na Międzynarodowych Letnich Kursach Nowej Muzyki w Darmstadcie. Jej uczniami byli m.in. Michel Béroff, Pierre-Laurent Aimard, David Kim, Roger Muraro, Grzegorz Jastrzębski.
Była drugą żoną Oliviera Messiaena (od 1961 do jego śmierci w 1992). Jej siostra, Jeanne Loriod, była wirtuozem gry na falach Martenota.
W 1991 powstał poświęcony jej godzinny film dokumentalny Une leçon particulière de musique avec Yvonne Loriod w reżyserii François Manceaux.

## Działalność artystyczna
Preferowała muzykę współczesnych kompozytorów, takich jak: Claude Debussy, Maurice Ravel, Isaac Albéniz, Béla Bartók, Arnold Schönberg; wykonywała też muzykę Bogusława Schaeffera. Dokonała wielu prawykonań utworów muzyki współczesnej. Jej pionierskie nagrania Sonaty Jeana Barraqué’a i II Sonaty Pierre’a Bouleza miały duże znaczenie w czasach, gdy prawie nikt inny nie grał takich utworów. Jej amerykański debiut był światową premierą Turangalîla-Symphonie Messiaena w wykonaniu Boston Symphony Orchestra pod dyrekcją Leonarda Bernsteina w 1949 w Bostonie.
Loriod wpływała na rozwój faktury muzyki fortepianowej Messiaena, poprzez swój styl gry z charakterystycznym nasyceniem brzmienia, bogactwem barwy i rytmiczną wyrazistością. Messiean mówił, że jej biegłość i maestria dawały mu swobodę i pozwalały na największe nawet ekstrawagancje w kompozycjach fortepianowych, ponieważ miał pewność, że Loriod bez trudu je opanuje.
Poza działalnością koncertową, Loriod skomponowała kilka utworów, choć jedynie Trois Mélopées africaines doczekał się publicznego wykonania. Miała też swój współudział w redagowaniu teoretycznych prac Messiaena.

## Odznaczenia
- Komandor Legii Honorowej[5]
- Wielki Oficer Orderu Narodowego Zasługi[5]
- Oficer Orderu Sztuki i Literatury[5]

## Kompozycje
- Pièce sur la souffrance na orkiestrę
- Trois Mélopées africaines na flet, fale Martenota i fortepian (1945)
- Grains de cendre na sopran, fale Martenota i orkiestrę kameralną (1946)

## Publikacje
- Messiaen, Olivier. Traité de rythme, de couleur, et d’ornithologie (1949–1992) („Traktat o rytmie, kolorze i ornitologii”), spisany przez Yvonne Loriod. 7 części ujętych w 8 tomach. Paris: Leduc, 1994–2002.
- Messiaen, Olivier. Analyses of the Piano Works of Maurice Ravel, pod redakcją Yvonne Loriod, [Paris]: Durand, 2005.

## Wybrane nagrania
- Olivier Messiaen: Vingt Regards sur l'Enfant-Jésus

Label: Erato, 4509-91705-2
3 sierpnia 1993
- Olivier Messiaen: Turangalîla Symphonie

Label: Deutsche Grammophon, 31781
12 maja 1992